# アムラーン
アムラーン（ʿAmrān、アラビア語: عمران; 南アラビア文字: 𐩲𐩣𐩧𐩬 ʿmrn）は、イエメン西部の中央に位置する、小さな都市。アムラーン県の県都であり、かつてはサナア県の県都であった。イエメンの首都サナアからは、道路で北西に 52.9キロメートル (32.9 mi) ほどの位置にある。2004年の国勢調査によれば人口は 76,863人であり、2012年時点の推計人口は 90,792人であった。

## 歴史と建築

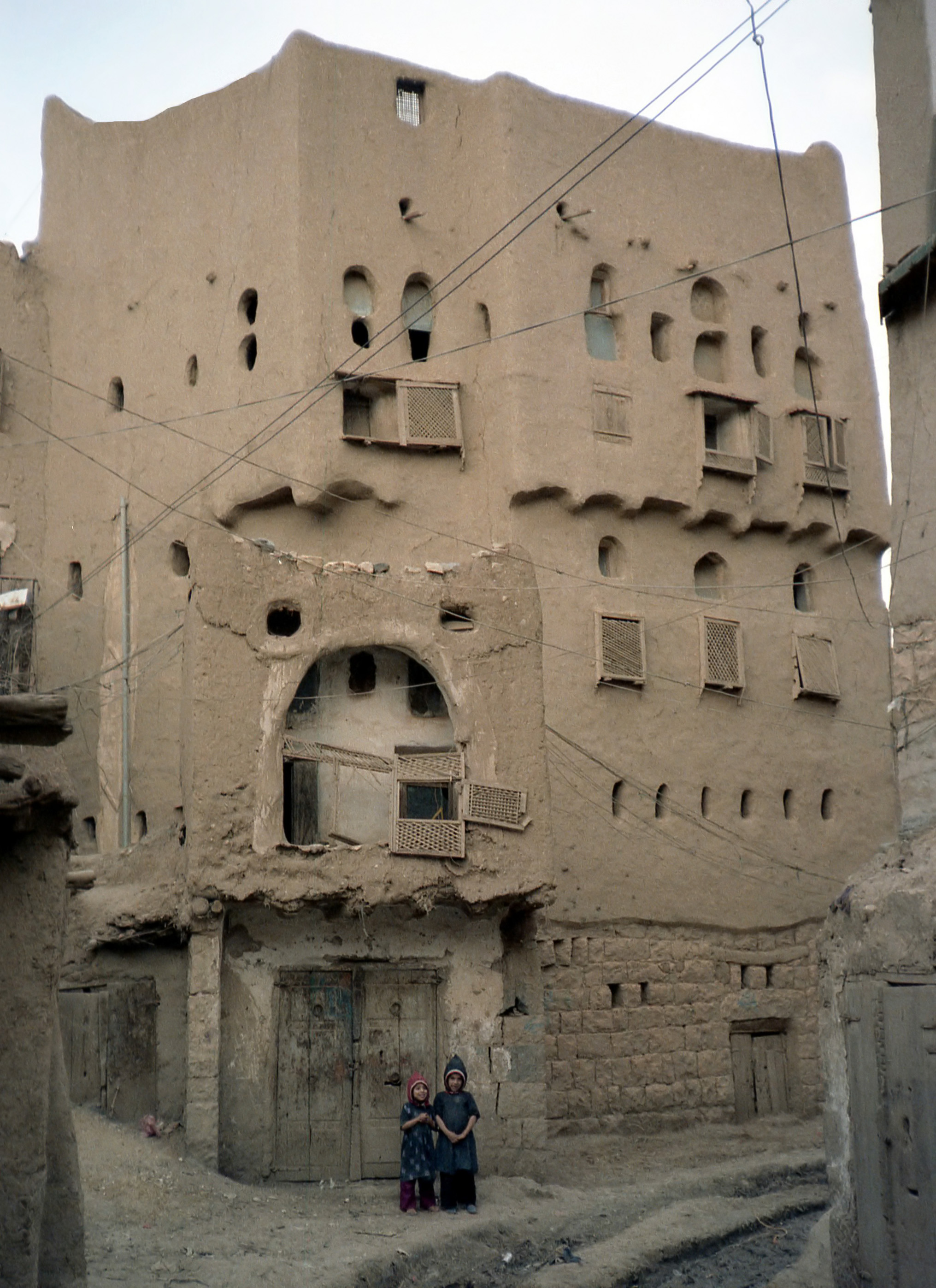
伝統的な泥造りの家。

この町の創建は、南アラビアのヒムヤル王国時代に遡る。サバア王国の時代には、町は発展して城壁を持つ砦となった。「アムラーン・ラブレット」と総称される当時の一連の青銅板は、19世紀半ばに発掘され、大英博物館に収蔵されている。特に、7世紀には、地域の複数の部族の総称としてのサバア人たちとの紛争を、大胆に闘い抜いた偉大な都市であった。かつて寺院や宮殿にあったとされる彫刻された石の遺物は、往時の栄光を伝えている。大きな石板の碑文が、町の西門（バブ・アル＝カブール、Bab al-Kabir）付近で発見されている。スークと称される旧市場は、その石柱が有名である。アムラーンは、1720年に完成した城壁で、四方を完全に囲まれている。町の周囲には、農地から肥沃な土壌が流出するのを防ぐために石積みの壁が設けられた段々畑のような景観が広がっている。

## 経済的発展
サナアから当地への道路は、中国の投資によって 200 km (120 mi) 以上にわたって近代化され、古い医療センターは、小規模な公共病院に改造された。この都市は、周辺でコーヒー栽培が盛んな、豊かな土壌の地域にある。

## イエメン内戦

### 1994年：内戦の引き金
1990年のイエメン人民民主共和国（南）とイエメン・アラブ共和国（北）の統一により、イエメン共和国が成立したが、両国の体制の統合は順調に進まず、特に軍は、それぞれの指導層の私兵化し、統合が進まなかった。
1994年2月27日、アムラーンの南北共同軍事基地で両軍の衝突が起こり、それを機に1994年イエメン内戦が始まった。

### 2014年：フーシ派による占領
2014年2月、フーシ派勢力がアムラーンを封鎖し、7月に至って当地を完全に制圧した。この結果、2万人以上が当地からの避難を余儀なくされ、残る市民も物資不足に苦しむ事態となった。フーシ派の台頭は、2015年イエメン内戦の引き金を引いた。